# Nostima verisifrons
Nostima verisifrons är en tvåvingeart som beskrevs av Ichiro Miyagi 1977. Nostima verisifrons ingår i släktet Nostima och familjen vattenflugor. Inga underarter finns listade i Catalogue of Life.